# Joanna Szurmiej-Rzączyńska
Joanna Szurmiej-Rzączyńska (ur. 28 marca 1975 w Warszawie) – polska aktorka teatralna i filmowa.

## Życiorys
Jest córką Jana Szurmieja i Anny Szurmiej, wnuczką Szymona Szurmieja i rosyjskiej tancerki Aidy Szaszkiny.
W 1999 roku ukończyła studia na Wydziale Aktorskim Państwowej Wyższej Szkoły Filmowej, Telewizyjnej i Teatralnej w Łodzi. Dyplom uzyskała w 2000 roku. Jest aktorką Teatru Żydowskiego w Warszawie, sporadycznie pojawia się w produkcjach filmowych i telewizyjnych.
Odznaczona Brązowym Krzyżem Zasługi (2015).

## Filmografia
- 1997–2009: Klan − Dagmara Kłaczek
- 1999: Dług − Basia
- 2000: Miodowe lata − sekretarka
- 2000: Sukces − koleżanka Beaty
- 2000: Żółty szalik − narzeczona syna bohatera
- 2001: Gulczas, a jak myślisz... − sekretarka
- 2003: Zaginiona − Ula, chora w szpitalu psychiatrycznym
- 2005: Na dobre i na złe − Maria Koniecka
- 2005–2008: Plebania − Sabina Kryciak
- 2006–2008: Egzamin z życia − Aldona Jaremczuk
- 2007: Ekipa − dziennikarka
- 2009: M jak miłość − pielęgniarka
- 2015: Powiedz tak! − sekretarka
- 2017: Na dobre i na złe − Anita
- 2020: Obraz bestii poprzedza bestię − głos z offu
- 2021: Klangor − rzeczniczka policji
- 2021: Ojciec Mateusz − matka Marka

Teatr Telewizji
- 1999: Dybuk